# Марченко, Иван Ильич
Иван Ильич Марченко (укр. Іван Ілліч Марченко; 22 сентября 1913 год, село Локня — 11 декабря 1975 год, село Куйбышево, Оржицкий район, Полтавская область, Украинская ССР) — организатор сельскохозяйственного производства, директор совхоза имени Куйбышева Лазорковского района Полтавской области, Украинская ССР. Герой Социалистического Труда (1958).

## Биография
Родился 22 сентября 1913 года в крестьянской семье в селе Локня. В 1932 году окончил Берестовский сельскохозяйственный техникум, после чего некоторое время работал заведующим свинотоварной фермой в совхозе имени Ворошилова Запорожского района Днепропетровской области.
С 1932 по 1940 года — зоотехник совхоза Харьковского тракторного завода в Чутовском районе Полтавской области, в 1940—1941 годах — зоотехник совхоза имени Куйбышева Лазорковского района Полтавской области и с апреля 1941 года — директор совхоза имени Луценко Решетиловского района Полтавской области. После начала Великой Отечественной войны эвакуировался в Саратовскую область. Трудился старшим зоотехником колхоза № 102 Зельмановского района. После освобождения в 1943 году Ворошиловградской области от немецких захватчиков возвратился на Украину. Был назначен директором совхоза имени Дзержинского Александровского района Ворошилоградской области. С февраля 1944 года — директор совхоза имени Куйбышева Лазорковского района.
Вывел совхоз имени Куйбышева в число передовых сельскохозяйственных предприятий Полтавской области. Возглавлял совхоз до 1971 года. В 1958 году удостоен звания Героя Социалистического Труда «за особые заслуги в развитии сельского хозяйства, достижение высоких показателей по производству зерна, сахарной свеклы, мяса, молока и других продуктов сельского хозяйства, внедрение в производство достижений науки и передового опыта».
В 1971 вышел на пенсию. Проживал в селе Куйбышево Оржицкого района, где скончался в 1975 году.

## Награды
- Герой Социалистического Труда — указом Президиума Верховного Совета СССР от 26 февраля 1958 года
- Орден Ленина
- Орден Трудового Красного Знамени
- Орден «Знак Почёта»
- Медаль «За трудовую доблесть» — дважды